# Oxamniquine
Oxamniquine, được bán dưới tên thương hiệu Vansil và các thương hiệu khác, là một loại thuốc dùng để điều trị bệnh sán máng do Schistosoma mansoni gây ra. Praziquantel thường là thuốc được ưu tiên để điều trị hơn. Thuốc đưa vào cơ thể bằng đường uống và được sử dụng bằng một liều duy nhất.
Tác dụng phụ thường gặp bao gồm buồn ngủ, nhức đầu, buồn nôn, tiêu chảy và nước tiểu đỏ. Thông thường, Oxamniquine không được khuyến cáo sử dụng trong khi mang thai. Co giật có thể xảy ra vì vậy nên thận trọng khi sử dụng cho người mắc hội chứng động kinh. Thuốc có tác dụng làm tê liệt giun ký sinh. Thuốc nằm trong họ kháng sinh antithelmintic.
Oxamniquine lần đầu tiên được sử dụng y tế vào năm 1972. Thuốc nằm trong Danh sách các loại thuốc thiết yếu của Tổ chức Y tế Thế giới, các loại thuốc hiệu quả và an toàn nhất cần thiết trong một hệ thống y tế. Thuốc không được bán ở Hoa Kỳ. Oxamniquine có giá đắt hơn praziquantel.

## Sử dụng trong y học
Oxamniquine được sử dụng để điều trị bệnh sán máng. Theo một nghiên cứu tổng quan hệ thống, praziquantel là phương pháp điều trị chuẩn cho nhiễm S. mansoni và oxamniquine cũng tỏ ra hiệu quả.

## Tác dụng phụ
Nó thường được dung nạp tốt sau liều uống. Chóng mặt có hoặc không có buồn ngủ xảy ra ở ít nhất một phần ba số bệnh nhân, bắt đầu lên đến ba giờ sau liều dùng, và thường kéo dài đến sáu giờ. Nhức đầu và các tác dụng tiêu hóa, chẳng hạn như buồn nôn, nôn mửa và tiêu chảy, cũng rất phổ biến.